# Angra E
Angra E é um sítio arqueológico subaquático integrante do Parque Arqueológico Subaquático da Baía de Angra do Heroísmo, na Ilha Terceira, nos Açores.
Este sítio localiza-se entre Angra A e Angra B, sendo constituído por três núcleos essencialmente de madeiras:
- o primeiro, formado por um cadaste com cerca de 2,40 metros de altura e por 4,35 metros numa das bases e por 5,45 metros no topo;
- o segundo, por outra peça, sendo possível distinguir aqui uma escarva e cavilhas também em madeira;
- o terceiro, por dois topos de madeira de pequenas dimensões, soterrados no sedimento.

Durante os trabalhos de prospecção foram recuperados neste sítio um caldeirão em bronze, um cabo de faca em osso e alguns fragmentos de cerâmica.